# George Romney (pintor)
George Romney (26 de diciembre de 1734-15 de noviembre de 1802) fue un pintor retratista británico. 

## Biografía
Nació en Dalton-in-Furness, condado de Lancashire, y fue aprendiz de su padre como ebanista. En 1755 marchó a Kendal para aprender pintura de un artista de Cumberland llamado Christopher Steele, y en los dos años siguientes se convirtió en un retratista bien conocido. Cayó enfermo durante su aprendizaje y fue cuidado hasta sanar por Mary Abbott, hija de su casera.
En 1762, cuando ya estaba casado y con dos hijos, marchó a Londres, y vio un temprano éxito con una pintura, La muerte del General Wolfe que obtuvo un premio de la Royal Society of Arts. Romney pronto tuvo un importante negocio de retratos en Long Acre. Romney fue invitado[cita requerida] a unirse a la recientemente formada Royal Academy pero rechazó apartarse de otra sociedad artística, violando las reglas de exclusividad de la Academia.
En 1773 viajó a Italia con el artista Ozias Humphrey para estudiar arte en Roma y Parma, regresando a Londres en 1775 para retomar su negocio, esta vez en Cavendish Square (en una casa que anteriormente perteneció al destacado retratista Francis Cotes). En 1782 encontró a Emma Hamilton (entonces llamada Emma Hart) quien se convirtió en su musa. Pintó más de sesenta retratos de ella, en varias poses, a veces interpretando personajes históricos o mitológicos.
También pintó a otros muchos contemporáneos, incluyendo a la artista Mary Moser o a William Beckford. En 1913, su retrato de lady Anne de la Pole, pintado en 1786, alcanzó un precio récord de subasta de 40 000 guineas (206 850 $), la mayor suma pagada hasta entonces por una obra de arte, exceptuando Betsabé con la carta de David, de Rembrandt, obra al que, aunque había sido subastada por 200 000 $, después se le añadió una comisión del 10 %. Después de una ausencia de casi cuarenta años, regresó a su familia en Kendal en el verano de 1799.

Retrato de Miss Willoughby (segunda mitad del siglo XVIII)
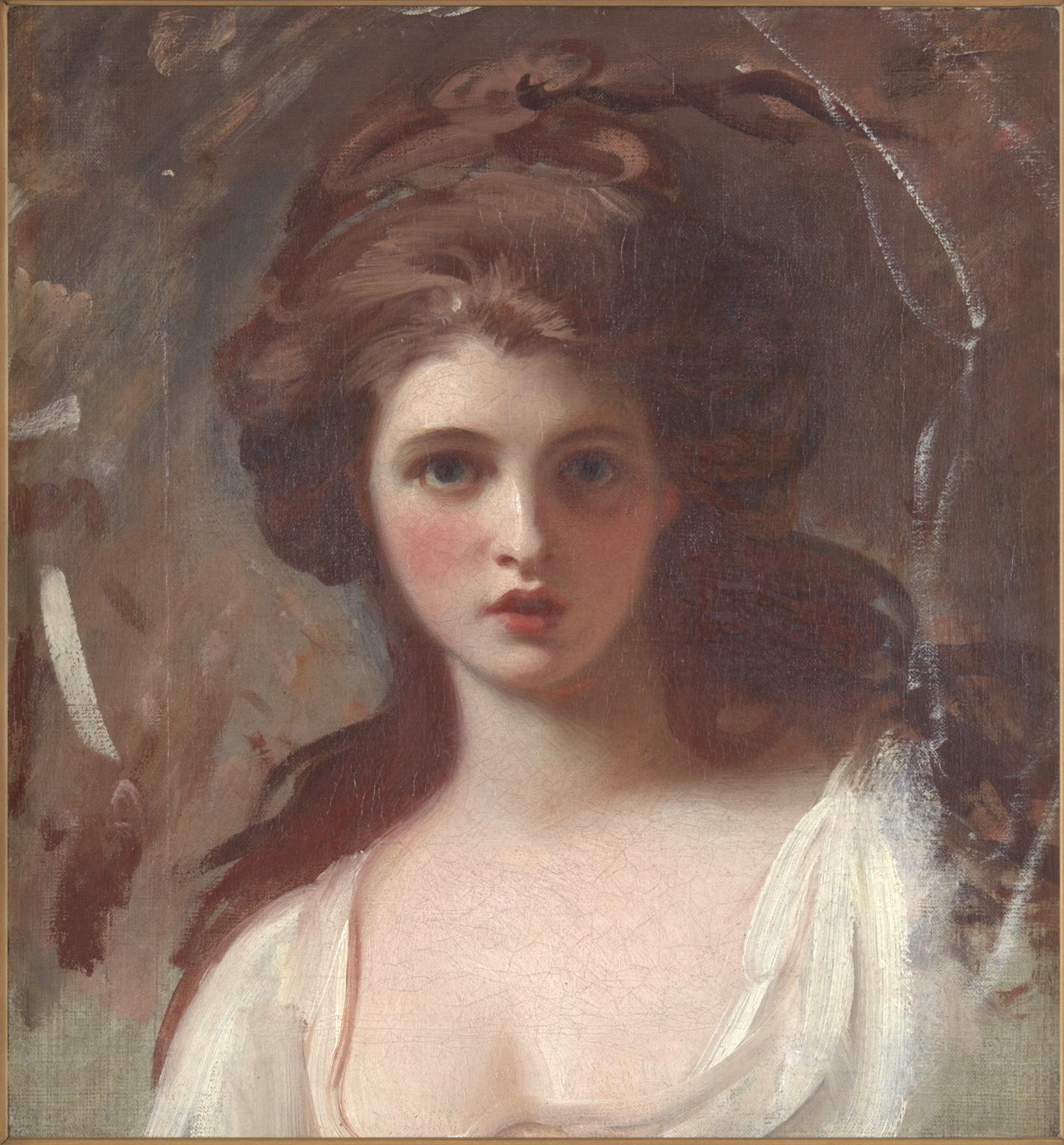
Lady Hamilton como Circe (c. 1782)
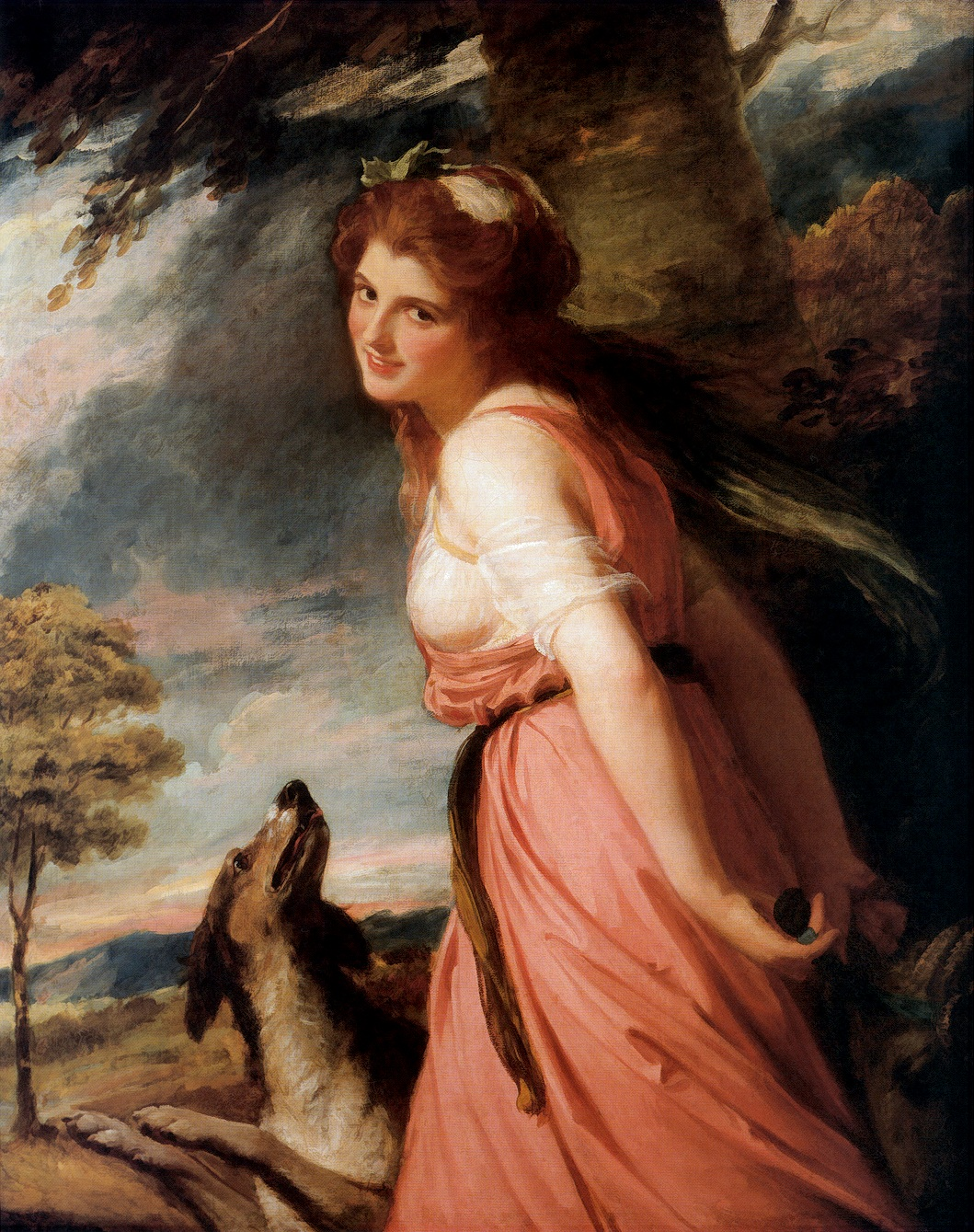
Lady Hamilton como bacante (1785)
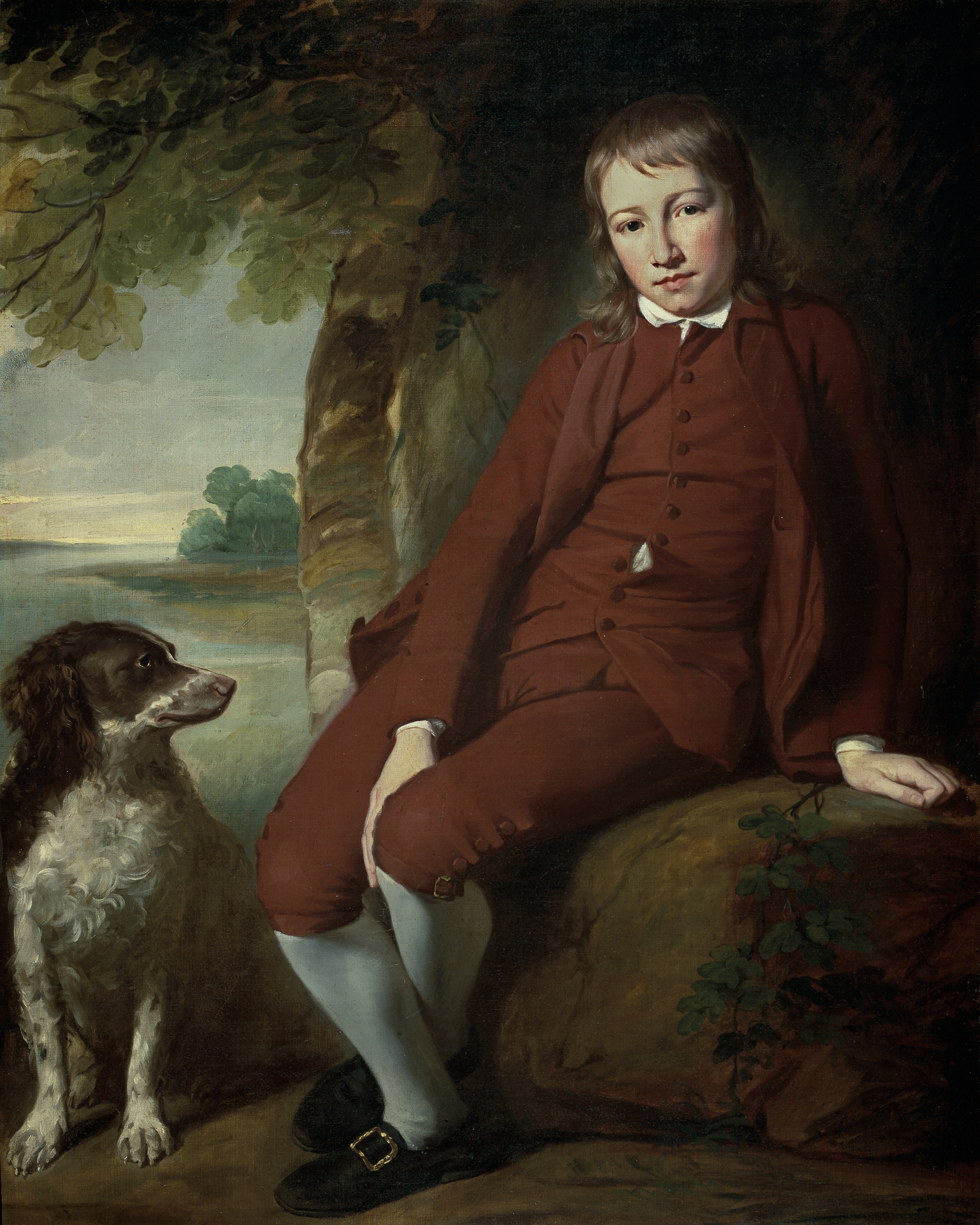
Master Ward (Museo del Prado)
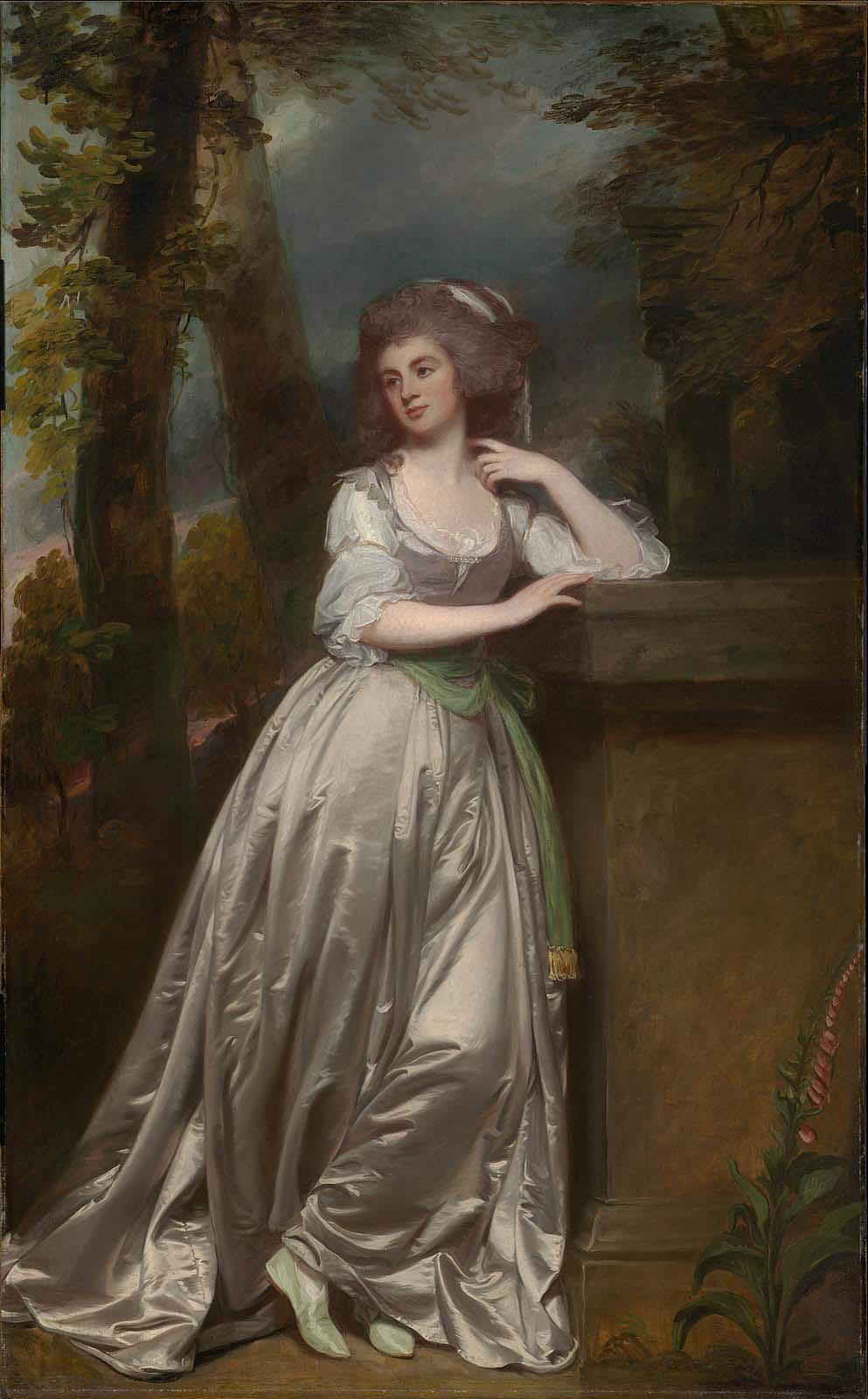
Retrato de lady Anne de la Pole (1758-1832)